# Colwellia aestuarii
Espèce
Colwellia aestuarii est une des espèces du genre bactérien Colwellia. Ce sont des bacilles à Gram négatif de la famille des Colwelliaceae. Ces bactéries marines font partie du phylum des Pseudomonadota.

## Taxonomie
Le nom correct complet (avec auteur) de ce taxon est Colwellia aestuarii Jung et al. 2006.
Colwellia aestuarii a pour synonyme :
- Cognaticolwellia aestuarii (Jung et al. 2006) Liu et al. 2021

### Étymologie
L'étymologie de cette espèce est la suivante : aes.tu.a’ri.i L. gen. neut. n. aestuarii, caractérisant le lieu d'isolement de la bactérie, des sédiments à marée basse,.

### Historique
Dès sa description en 2006, l'espèce Colwellia aestuarii a été classée dans les Colwellia grâce à l'analyse de la séquence nucléotidique de l'ARNr 16S qui a montré qu'elle était proche en phylogénie des espèces de Colwellia déjà décrites. Comme les autres bactéries du même genre, elle fait partie de la classe des Pseudomonadota (ex Proteobactéria).

## Description
Colwellia aestuarii a été décrite en 2006, comme étant une bactérie à Gram négatif. Cette espèce est formée des bacilles incurvés et mobiles par l'intermédiaire d'un flagelle polaire unique.